# Życiorys
Życiorys – skrótowe opisanie przebiegu dotychczasowego życia człowieka, ograniczone do istotnych faktów.
Najczęściej przedstawione w postaci syntetycznej z podaniem dat i przypisanych do nich faktów, często w postaci pisma urzędowego, notatki biograficznej itp.
Rozbudowaną i analityczną formą życiorysu jest biografia, natomiast jedną ze sformalizowanych postaci życiorysu jest curriculum vitae (CV).